# Leonard Adleman

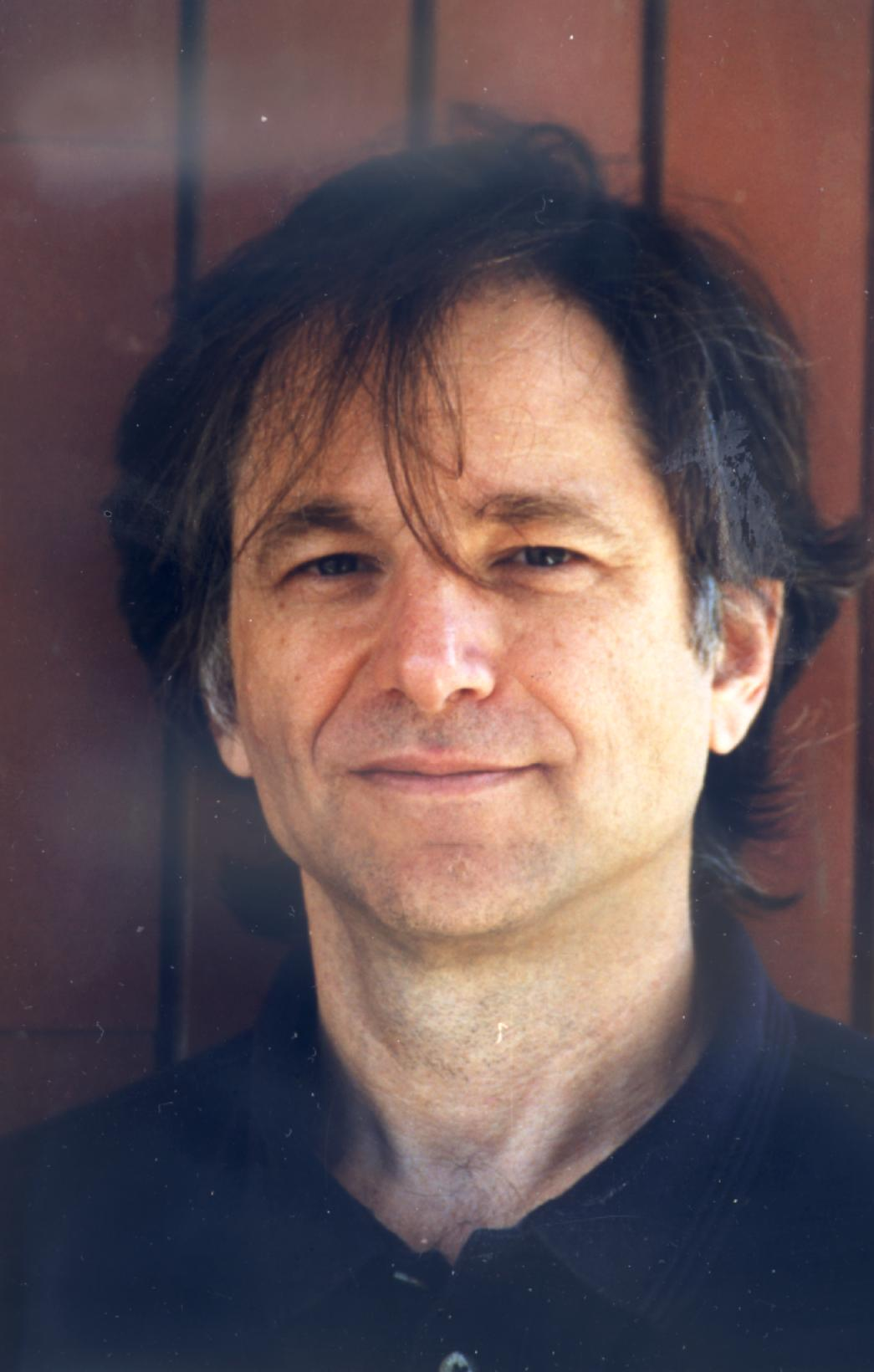
Leonard Adleman

Leonard (Len) Max Adleman, född 31 december 1945 i Kalifornien, är en amerikansk vetenskapsman inom datavetenskap och matematik och mest känd som en av skaparna av krypteringsalgoritmen RSA tillsammans med Ron Rivest och Adi Shamir. (A:et i RSA står för Adleman.) Tillsammans med Rivest och Shamir fick han 2002 ACM Turingpriset, ofta kallat Nobel-priset för datavetare, för sina insatser rörande RSA.
Adleman växte upp i San Francisco med ashkenazisk-judiska föräldrar vars förfäder invandrat från Belarus. Han tog kandidatexamen i matematik vid University of California 1968 och blev där doktor i ingenjörs- och datavetenskap (EECS) 1976.
Till Adlemans forskningsbidrag hör också hans experiment med att använda DNA som hjälpmedel för att lösa komplexa kombinatoriska problem inom matematiken. I sin artikel Molecular Computation of Solutions to Combinatorial Problems (1994) beskrivs lösningen av ett 7-nodsexempel av Hamiltons grafproblem (Efter den irländske matematikern William Rowan Hamilton – en variant av handelsresandeproblemet) med hjälp av DNA. Just detta exempel var matematiskt trivialt, men var ett första försök till lösa komplexa kombinatoriska sökproblem med biologiska metoder.